# Bia tươi

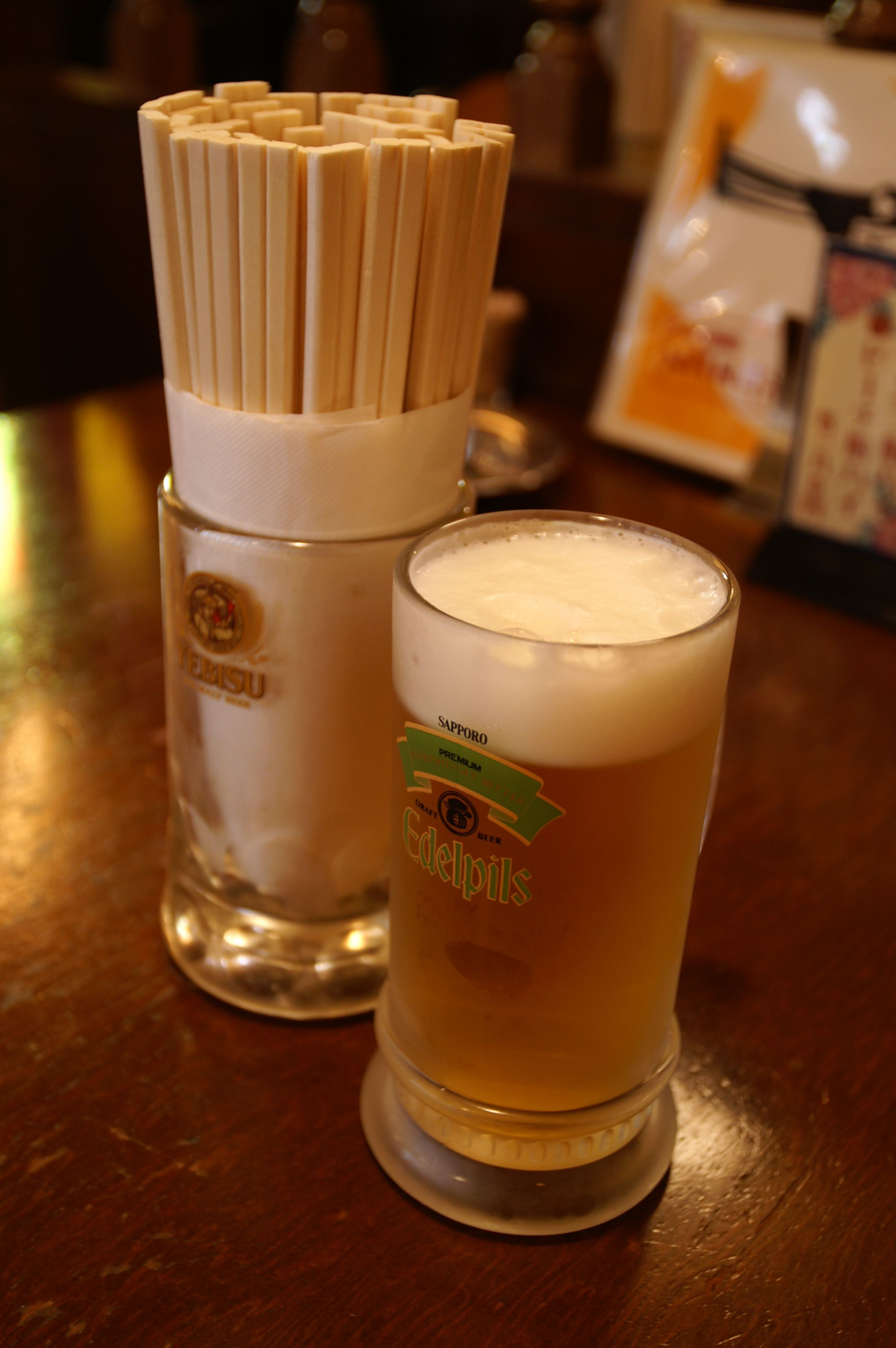
Một ly bia tươi nhãn hiệu Sapporo

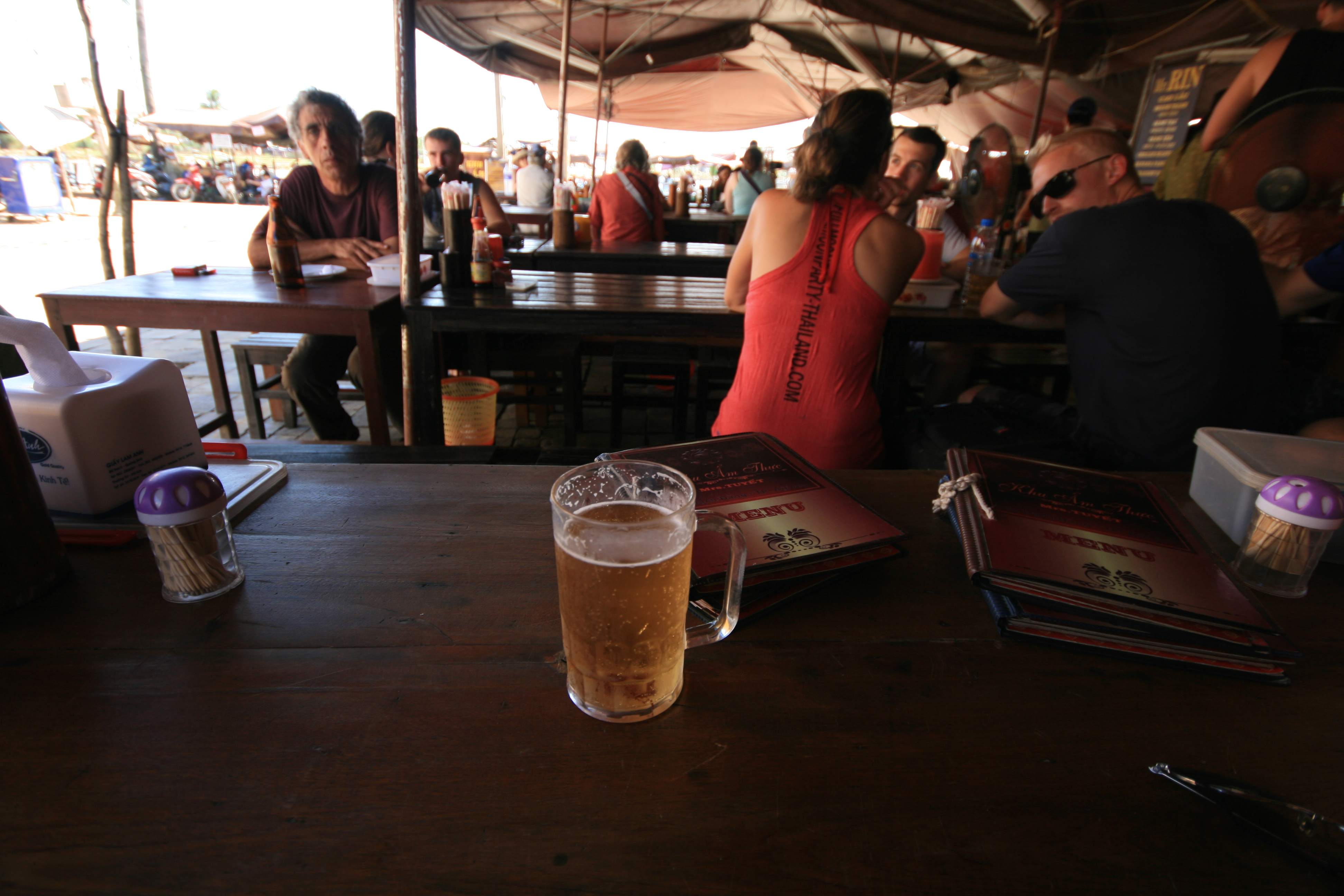
Một ly bia hơi ở Hội An

Bia tươi hay còn gọi là bia hơi là loại bia có thể chưa được diệt khuẩn theo phương pháp Pasteur trước khi đóng lon hoặc đóng chai. Bia phải được giữ lạnh từ 2 °C đến 4 °C và uống ngay sau khi khui. Bia sẽ bị chua nếu để bia trên 6 °C sau hai ngày. Bia tươi có thể giữ được hương vị nguyên thủy trong vòng 20-30 ngày nếu được giữ lạnh dưới 6 °C.
Quá trình thanh trùng hay diệt khuẩn theo phương pháp Pasteur bao gồm nâng nhiệt độ của bia lên khoảng 70 độ C, rồi hạ trở lại nhiệt độ ban đầu, kế tiếp là quá trình lọc nhằm loại bỏ hoàn toàn con men ra khỏi bia. Qua 2 quá trình trên sẽ biến bia tươi thành bia đóng chai, bia hơi, dễ dàng hơn trong bảo quản vận chuyển nhưng lại ảnh hưởng rất nhiều đến chất dinh dưỡng trong bia.
Theo các chuyên gia, bia tươi có chứa nấm men có thể tồn tại trong cơ thể người, có thể thúc đẩy sự tiết dịch dạ dày trong cơ thể người, tăng cường sự thèm ăn của khách hàng.Vì bia tươi giữ lại được các enzyme hoạt động, chứa các amino acid và protein hòa tan phong phú hơn nên nó trở thành thức uống được sử dụng phổ biến hơn.
Có 2 dòng bia được ưa chuộng nhất đó là bia đen và bia vàng. Bia vàng được nấu với hàm lượng hoa bia cao hơn trong khi bia đen được sản xuất với nguyên liệu lúa mạch sấy khô cho có màu đen. Sự khác biệt chính của 2 dòng bia chính là về tính chất của bia: bia đen có độ đạm cao trong khi bia vàng có nhiều vitamin như B2, B6 và B9 tốt cho sức khỏe. Bia tươi có hương vị ngon nhất khi uống ở nhiệt độ 12 độ C, sau khi nguội, bia đen có vị ngọt còn bia vàng lại có vị đắng, đây cũng là điểm khác biệt giữa 2 dòng bia này.
Hiện nay, để giữ được hương vị cũng như chất lượng bia tươi, các nhà hàng chuyên phục vụ bia tươi được nấu và phục vụ đến tay khách hàng tại nhà hàng. Ly uống bia cũng phải được ướp đá lạnh để khi uống bia tươi vẫn giữ được độ ngon và hương vị nguyên bản. Có rất nhiều loại bia tươi trên thế giới. Ở Việt Nam cũng có khá nhiều loại, trong đó bia của Cộng hòa Séc và của Đức là loại phổ biến nhất.

## Đặc điểm
Bia tươi trong dạng lon hoặc chai thường có đồ phụ tùng nhỏ chứa khí nitơ để bia có bọt như được rót từ bom bia hoặc thùng tô-nô. Ví dụ bia Guinness dùng cục bi nhỏ chứa khí nitơ cho các lon bia tươi. Bia tươi thường được đựng trong các thùng chứa chuyên dụng (bom bia) để vận chuyển từ nhà máy tới nơi tiêu thụ. Bia tươi phổ thông còn được biết đến dưới tên "bia hơi". Bia tươi là loại bia thường không qua thanh trùng hoặc lọc, vì thế khi uống bia tươi sẽ có cảm giác đặc, đậm hơn nhiều các loại bia đóng chai hoặc lon. Bia tươi thường được sử dụng ngay tại khu vực sản xuất chiết rót trực tiếp từ tank LMP v.v.

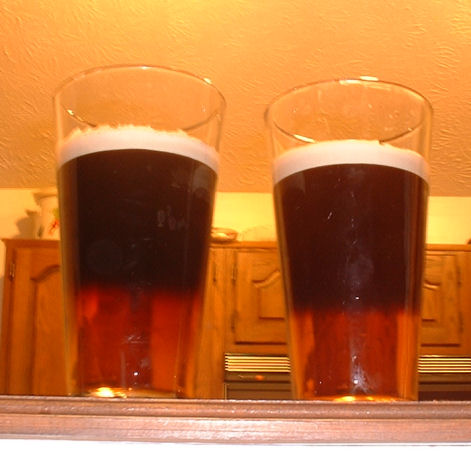
Bia pha chế từ Guinness và Bass gọi là Black and Tan
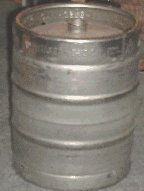
Thùng bia tươi
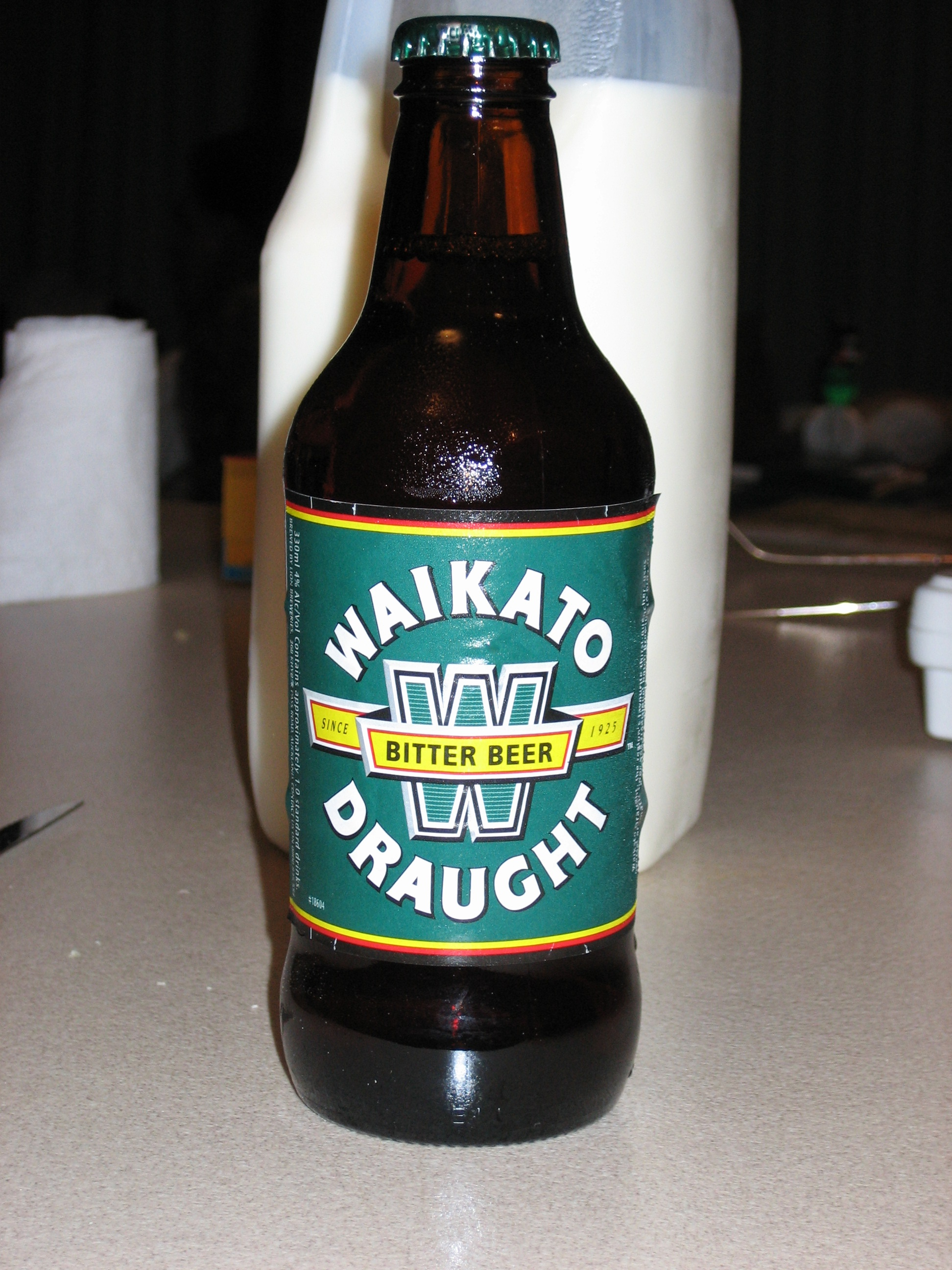
Bia tươi đóng chai
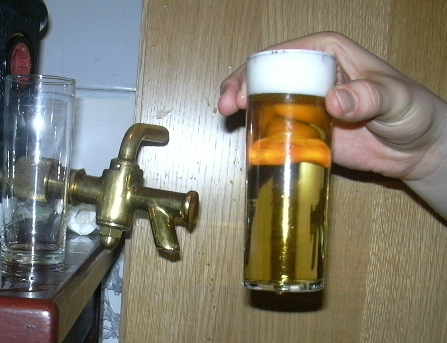
Bia tươi Kölsch của vùng Köln (Đức) hứng từ vòi